# 好力保镇
好力保镇是中华人民共和国内蒙古自治区兴安盟扎赉特旗下辖的一个镇。
2016年，内蒙古自治区人民政府批复同意撤销好力保乡，设置好力保镇。

## 行政区划
好力保镇下辖以下村级行政区划单位：
好望社区、佳和社区、好力保村、五家子村、五家子农场生活区、太平山村、黎明村、包德福村、联丰村、水田村、先锋村、新胜村、巴岱村、腰山村、太阳升村、宝泉村、永兴村、古庙村、边沁巴拉村、红星村和五道河子村。